# Beginnings of Brazilian science — Oswaldo Cruz, medical research and policy, 1890-1920
Beginnings of Brazilian science — Oswaldo Cruz, medical research and policy, 1890-1920 é um livro escrito pela historiadora Nancy Stepan e publicado pela Science History Publications em 1976. O livro é um marco na história da ciência brasileira por ter estudado a Fundação Oswaldo Cruz e outros órgãos na formação da tradição de ciência experimental no Brasil.

## Conteúdo
O livro conta a história da ciência no Brasil, focando na Fundação Oswaldo Cruz. Parte da pesquisa era inédita até então. Apesar de falar sobre ciências no geral, o livro é focado em medicina, principalmente epidemiologia.

## Recepção
A revista Medical History da Universidade de Cambridge criticou Nancy por escrever sobre um assunto que estava fora de sua expertise, porém elogiou o trabalho minucioso e inédito feita pela pesquisadora, e concluiu que o livro era de interesse por historiadores da medicina do século XIX.
A revista Isis da Universidade de Chicago afirmou que o livro era uma contribuição para a história, principalmente por lidar com a história da ciência em países em desenvolvimento.